# Béatrice Casadesus
Béatrice Casadesus, de cognom de soltera Probst, va nàixer l'1 de gener del 1942 a París. És pintora i escultora, i ensenya en l'Escola Nacional Superior d'Arquitectura de París-Malaquais.

## Biografia
Béatrice Casadesus nasqué en el si d'una família d'artistes: els pares són actors, Lucien Pascal i Gisèle Casadesus, i els germans i la germana són músics o actuen en el teatre. Del 1956 a 1959, va estudiar amb Edmée Larnaudie a l'Escola d'Arts Aplicades. Els 1960-1966, va estudiar pintura i escultura a l'Escola Nacional Superior de Belles Arts de París, en el taller d'Henri-Georges Adam i va participar en el grup de teatre antic de La Sorbona al costat de Jean-Pierre Miquel, François Joxe, Bruno Mailhé, Philippe Lagard i Jacques Lacarrière.
El 1964, va rebre el Segon Premi de Roma d'escultura per a joves artistes, i es va quedar a Itàlia. Guanyadora de la Fondation de la vocation, va obtenir una beca d'art monumental i va col·laborar amb alguns arquitectes, sobretot amb Antoine Stinco.
Del 1975 al 1977, Béatrice Casadesus viatjà a Malàisia, Myanmar, Tailàndia i Indonèsia i va començar els Burnings and Shadow Drawings (fins al 1995). Treballa el dibuix fregant amb grafit sobre diferents tipus de paper. Després de descobrir Georges Seurat, va abandonar l'escultura per pintar. El descobriment del punt esdevé la font de la seua obra. A les parets de la ciutat o al llenç, explora aquest "focus".
Béatrice Casadesus va crear des del 1980 fins al 1989 les Tramaturgies, un procés d'esborrat del contingut icònic d'alguns models pictòrics famosos, com ara Leonardo da Vinci, Miquel Àngel, o l'Escola de Fontainebleau, per superposició de marcs i incisions.
Del 1984 al 1990, Béatrice Casadesus comença la sèrie Flying Whites, titulada així segons les paraules del poeta Shitao. Produeix un joc que presenta la creació del Grand livre des Pas, un entorn espacial per a l'Escola de Dansa de l'Òpera de París (arquitecte: Christian de Portzamparc) a Nanterre. Del 1990 al 2000, treballa en gravats i explora el tema de la materialitat de la pintura sobre diferents suports de paper com ara el paper japonés (washi), el llenç de tarlatana i la fibra no teixida.
Del 1992 al 1994, va dirigir el taller d'art monumental de l'Escola Nacional Superior de Belles Arts de París com a "professora titular d'escoles d'arquitectura d'art i representació".
Del 1997 al 2001, Béatrice Casadesus realitzà Les Mues, una sèrie de quadres arrugats, llançats en boles a terra, i Peintures sans fin, grans rotlles de pintures presentats aleatòriament en l'espai. D'aquesta manera, rebutja la posició vertical de l'obra i cerca nous modes de presentació.
Del 1998 ençà, Béatrice Casadesus va explorar altres mitjans. Va produir dos vídeos, Traces i Autoretrat, explorant les relacions entre la pintura, l'espai i els elements sonors (en especial, les veus). Presenta The Transparencies, una sèrie de pintures de filtres i fotografies disposades lliurement en l'espai. Treballa la serigrafia sobre vidre i tela en col·laboració amb el taller d'Éric-Seydoux de París.
Des del 2007, Béatrice Casadesus ha tornat a fer pintura, i en particular en gran format: com ara Gold i Azure, sobre el tema de l'infinit.

## Honors
Dama de la Legió d'Honor, 2004.

## Exposicions personals
- 1994
  - Orients, Museu de Donjon, Niort; Galeria Landon, Nova York
  - Publicació de Lux en edicions Voix; exposició en aquesta ocasió a la galeria Mohanjeet de París
  - Ostatges, Ambaixada de França a Nova York, Serveis Culturals
- 1995
  - Orients, galeria Museum Annex, Hong Kong
  - Variations Or, galeria Romagny, París
- 1997
  - Creació de llibres únics, llibres d'artista, en col·laboració amb J. -L. Baudry, M. Benhamou, J.-L. Binet, M. Conil-Lacoste, M. Cournot, M. Deguy, D. Lockwood, J. de Longeville, R. Loraux, J. -F. i D. Lyotard, N. Menor, Ch. de Portzamparc, D. Probst, G. Raillard, J. -D. Rey, J. - M. Rey J. Risset, J.-L. Schefer, E. Tellerman, G. Thurnauer i C. Zins. Exposats a la galeria Romagny, París
- 2000
  - Obra en procés, exposició retrospectiva (1980-2000) i presentació de les instal·lacions
  - Video Traces i Autoretrat, en quatre localitzacions, a Issy-les-Moulineaux, Espace Boullée. Museu francés de cartes. Mediateca, Centre d'Arts Visuals
  - La dècada dels 1990, galeria Romagny, París
- 2002
  - Le Regard et la Trace, exposició retrospectiva (1975-2001), Maison des Arts de Malakoff, Museu de l'Arsenal de Soissons; Institut Francés de Barcelona, Catalunya (Països Catalans).
- Estiu 2011
  - Mues al Museu de Cahors Henri-Martin[8]

## Treballs personals
- 1969: Sense títol, escultura del grup escolar Jean-Yole de La Roche-sur-Yon
- 1979: Le Sourire de Nadja, Théâtre de La Rose des Vents a Villeneuve-d'Ascq (decoració mural de 1.600 discos de ciment tintat)[9]